# 康有为
康有為（1858年3月19日—1927年3月31日），原名祖诒，字广厦，号长素，又号明夷、更生、西樵山人、游存叟、天游化人，广东省南海县丹灶苏村人，人称康南海，清末維新變法派主要發起者，光绪廿一年（1895年）进士，曾与弟子梁启超合作戊戌变法。變法失敗後，被慈禧太后通緝而出逃。1912年宣統退位後，康有为繼續反對共和，1917年曾與張勛合作，發動兵變，擁立宣統帝，是為丁巳复辟，但四日之內就被段祺瑞討平。1927年在青岛逝世。

## 生平

### 家世
高祖康煇，字文耀，號炳堂，嘉慶辛酉科欽賜副榜，甲子科欽賜舉人。曾祖通奉公諱式鵬號雲衢贈按察使，曾祖母梁氏。祖父康赞修（字以乾，號述之）是道光丙午科举人，歷欽州學正，合浦、靈山訓導，祖母陳氏。叔祖廣西布政使康國器。
父亲康达初（字植謀，號少農）做过江西补用知县，母為勞氏。

### 早年
咸豐八年戊午年二月初五日（1858年3月19日），康有为生於廣東省廣州府南海縣江浦司銀塘鄉敦仁里的老屋中。康有為自稱其母懷胎十一個月才生下他。
康有为自幼学习儒家思想，光绪五年（1879年）初次游历香港，“觀西人宮室之瑰麗，道路之整潔，巡捕之嚴密，乃始知西人治國有法度，不得以古舊之夷狄視之”，开始接触西方文化。光绪八年（1882年），康有为到北京参加顺天乡试，没有考取。南归时途经上海，购买了大量西方书籍，吸取了西方传来的演化论和政治观点，初步形成了维新的思想体系。
光绪十七年（1891年）后，他在广州设立万木草堂，收徒讲学，弟子有梁启超、陈千秋等人。光绪十九年（1893年），康有为終於考中广东乡试举人。

### 中年

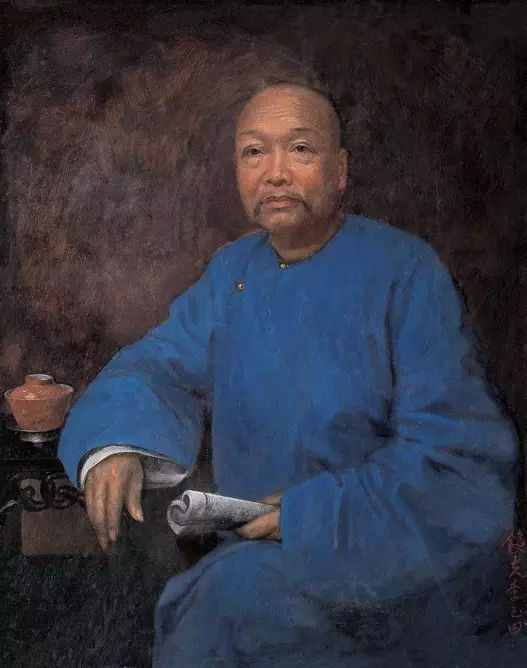
《康有為像》，1904年李鐵夫布上油畫，70.7×56cm

光绪二十一年（1895年），康有为到北京参加乙未科会试，康有为自称得知《马关条约》签订在即，在松筠庵联合1300多名举人，上万言书“公車上書”，又未上达。由于光绪帝年纪较轻，且没有实际从政经验，康有为依靠其激进且不符合实际的改革观点于当年5月底第三次上书，这得到光绪帝赞许。但根据不少学者的看法，康有为在进行政治宣传以及回忆的时候（最明显如其《康南海自订年谱》）存在着很多不尊重事实的地方，而且又有很多吹牛造假的现象。
根据许多文献的證據，如茅海建等不少学者则表示，康有为所谓的组织「公車上書」，事实上是一次自吹自擂的事件，只有八十人參加連署，而非康有為所稱的一千多人。真正成功的上书实由当时的翁同龢、李鸿藻、汪鸣銮等京城高官发动组织，目的是阻挠《马关条约》的签订。另有研究者认为，当时清政府内部已经趋于求变，即使是保守派的徐桐和荣禄，也曾对变法做过努力。公车上书的时候，18省“公车”绝大多数都没有参加康组织的签名，他只征集到80名广东人的签名。而仅仅是另一人陈景华就鼓动了一场280多人签名的广东公车上书。 
不久，康有为會試中式第五名，用名為康祖詒。殿试之後，位列二甲第四十六名，赐进士出身，用工部主事。7月，他和梁启超创办《中外纪闻》，不久又在北京组织强学会，自此維新派登上歷史舞台。 
光绪二十三年（1897年），德国佔領胶澳地区（今属青岛市），康有为再次上书请求变法。次年1月，光绪皇帝下令康有为条陈变法意见，他呈上《应诏统筹全局折》，又进呈所著《日本明治变政考》、《俄罗斯大彼得变政记》二书。4月，他和梁启超组织保国会，号召救国图强。6月16日，光绪帝在颐和园勤政殿召见康有为，任命他为总理衙门章京，准其专折奏事，筹备变法事宜，史稱戊戌变法。

### 戊戌變法與政變
帝師翁同龢被罷黜後，康有為取代翁同龢成為光緒帝最信任的大臣。戊戌变法之初，在康有為的幕後主持下，光緒帝推動了一系列的改革，后人称为戊戌变法。
期间，康有为的思想渐趋保守，为自己进入权力核心铺路。他提出变法核心为“立制度局、新政局”。制度局效仿的是日本明治维新，只负责议政而不涉足具体的行政。中央制度局由皇帝主持，地方则设法律局、税计局、学校局、农商局、工务局、矿政局、铁路局、邮政局、造币局、游历局、社会局、武备局等“十二专局”，架空现有的军机处、总理衙门、六部、地方督抚衙门等部门。他也认为中国的国民素质不足以设立议会，应由皇帝专权。
根據雷家聖《失落的真相：晚清戊戌政變史事新探》一書指出：戊戌變法期間，日本前首相伊藤博文至中國訪問。當時英國傳教士李提摩太向變法派領袖康有為建議，要求清朝方面聘請伊藤為顧問，甚至付以事權。按照李提摩太向康有為的建議，是要將中美英日四國建立為一個類似後來蘇聯或獨聯體的政體，藉以對抗俄國。
於是，變法派官員在伊藤抵華後，紛紛上書請求重用伊藤，引起保守派官員的警惕。保守派官員楊崇伊甚至密奏慈禧太后：「風聞東洋故相伊藤博文，將專政柄。伊藤果用，則祖宗所傳之天下，不啻拱手讓人。」這種激烈的言論，促使慈禧太后在9月19日（八月初四）由頤和園回到紫禁城，意欲瞭解光緒皇帝對伊藤有何看法。
在康有為的授意下，變法派官員楊深秀於9月20日（八月初五）上書光緒皇帝：「臣尤伏願我皇上早定大計，固結英、美、日本三國，勿嫌『合邦』之名之不美。」另一變法派官員宋伯魯也於9月21日（八月初六）上書言道：「渠（李提摩太）之來也，擬聯合中國、日本、美國及英國為合邦，共選通達時務、曉暢各國掌故者百人，專理四國兵政稅則及一切外交等事。」儼然欲將中國軍事、財稅、外交的國家大權，交於外人之手。慈禧太后於9月19日（八月初四）返回紫禁城後，於9月20至21日獲知此事，驚覺事態嚴重，才當機立斷發動政變，重新訓政，結束了戊戌變法。
然而，慈禧在9月21日訓政當天頒佈的捉拿康有為的上諭中並未提到康有為賣國，只說：“諭軍機大臣等：工部主事康有為結黨營私，莠言亂政，屢經被人參奏，著革職，並其弟康廣仁，均著步軍統領衙門拿交刑部，按律治罪。”此外，楊深秀和宋伯魯都曾上奏倡議四國合邦，但慈禧在戊戌政變之後定他們的罪中都未提到他們這條罪名；宋伯魯的罪名是“濫保匪人”、“聲名惡劣”，楊深秀的罪名是與康有為結黨。雷家聖指出這是因為慈禧當時還不知道英、美、日等國的參與程度，如果貿然指責英、美、日等國，外交糾紛更難收拾，故只能以含混之罪名帶過。
變法失敗後，維新派人士人人自危，李鴻章甚至不顧危險在慈禧面前稱自己是“康黨”；意在將推行「合邦」計畫者，與一般維新派人士做出區隔，希望保持部分維新的成果，但慈禧太后困於廢立光緒帝的問題，新政無法推行，再加上慈禧不滿各國公使反對廢光緒帝，使慈禧一改過往支持變革與新政的態度，走向保守。

### 逃亡國外

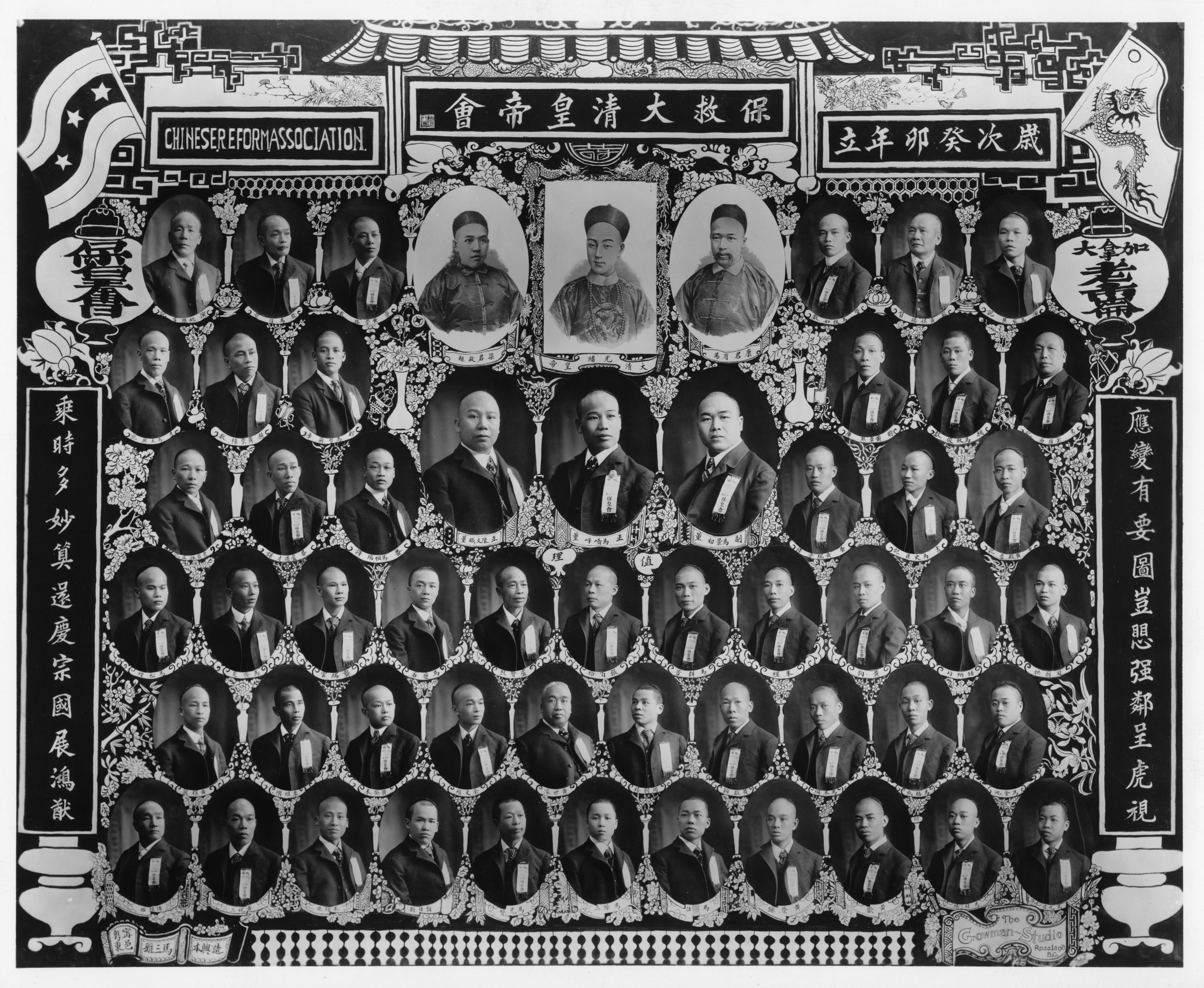
保救大清皇帝會加拿大成員一覽，康有為在其中

9月20日早上，康有为离开南海会馆，直奔马家堡火车站（今北京南站），乘火车逃至天津，又得李提摩太牧師協助，坐上重慶號经烟台到上海。此時上海道台蔡鈞接到朝廷命令，正在通缉康有为。此时英国介入，由英國領事館職員濮兰德（John Otway Percy Bland）協助康有为在吳淞口外轉乘鐵行輪船公司的“琶理瑞号”（ballarat）到香港，再由香港逃往加拿大，自称持有光緒帝的衣带诏，在光緒二十五年六月十三日（1899年7月20日）在英屬哥倫比亞省组织保皇会，又名中國維新會，鼓吹君主立憲，反对革命，在北美、东南亚、香港、日本等地设立分会，机关报为澳门《知新报》和横滨《清议报》。
1900年，康有為曾參與自立軍起義。1902年的冬天，康有為在英屬哥倫比亞省維多利亞，與保皇黨的人員商議，決定成立一個能投資獲取收益的保皇黨黨營事業。為籌集公司的啟動資金，康有為親自到世界各地華人聚居的地方遊說。1904年在瑞典斯德哥尔摩近郊的萨尔特舍巴登购买小岛，在此定居到1907年。
1906年，清政府宣布实行预备立宪，康有为遂宣告保皇会任务完成。同年，康有為到達了墨西哥。1907年，保皇会改组为帝国宪政会。

### 民国以后

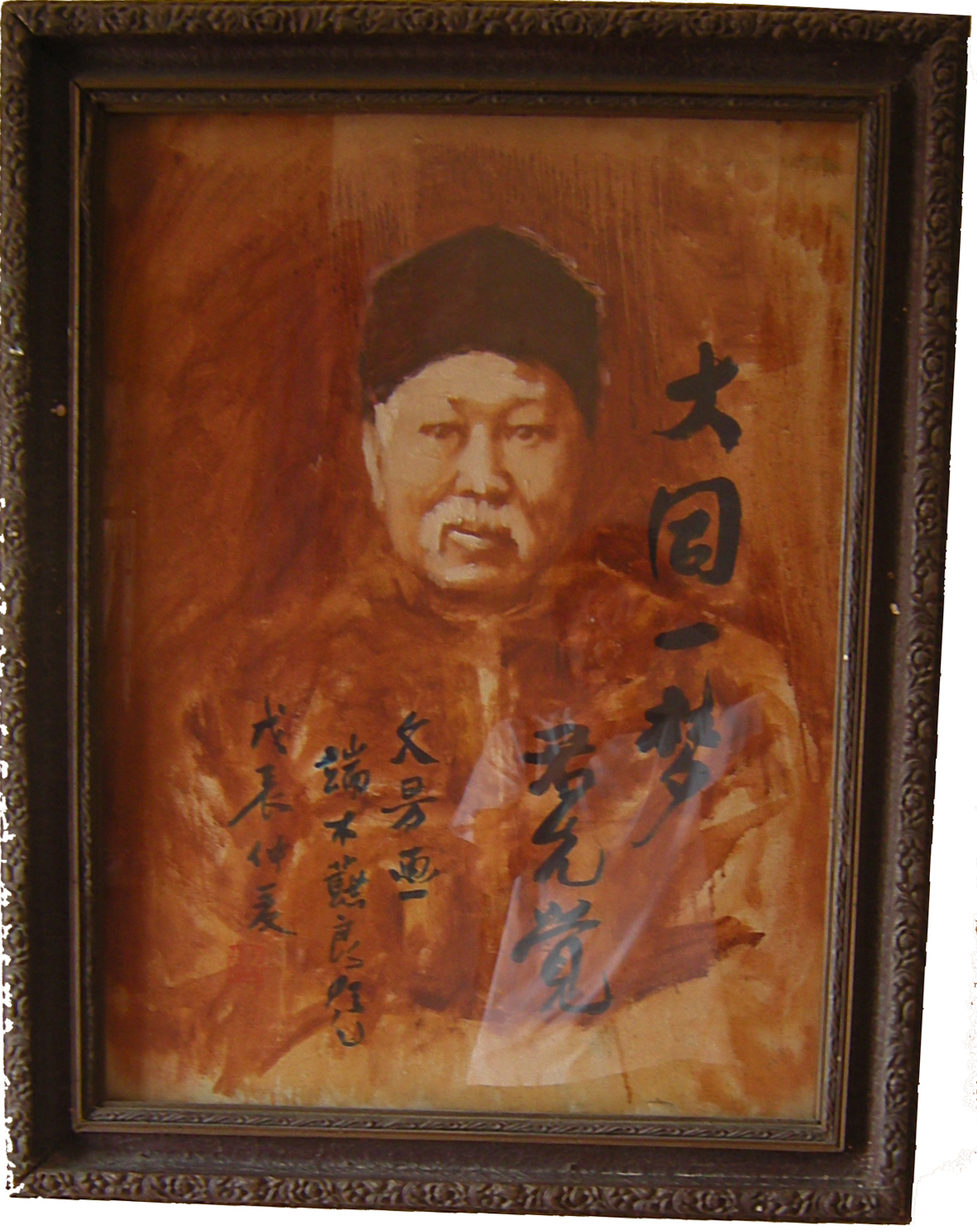
青岛康有为故居内的康有为晚年画像

辛亥革命后，康有为于1913年回国，定居上海辛家花园，担任孔教会会长，主编《不忍》杂志，宣扬尊孔复古。作为保皇党领袖，他主張君主立憲，反对共和制，一直谋划清废帝溥仪復位。民国六年（1917年）3月，北京段祺瑞政府决定与德国断交，康有为大力反对。6月28日他从天津秘密进京，与张勋同谋拥溥仪复辟，7月12日，北洋政府总理段祺瑞的讨逆军攻入北京，复辟失败，康有为逃入东郊民巷的外国公使馆中。17日，段祺瑞下令追缉康有为，到了民国七年（1918年）3月15日，他才被赦免。
1921年迁居愚园路“游存庐”，1923年迁居青岛（見青岛康有为故居）。康有为晚年始终宣称忠于清朝皇帝，1924年溥仪被冯玉祥逐出紫禁城后，他曾亲往天津，到溥仪居住的张园觐见探望。

### 逝世

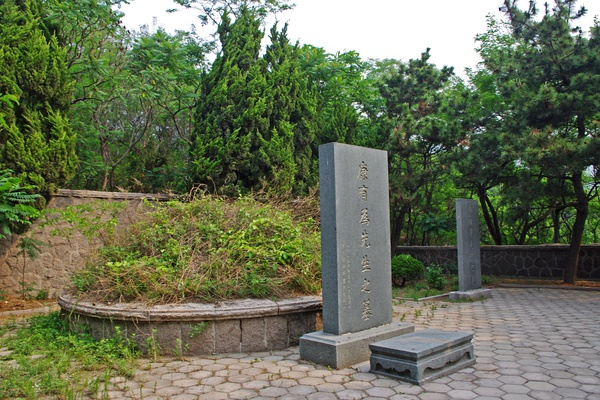
康有为之墓

1927年3月18日康有为因躲避北伐战乱，从上海抵达青岛。3月29日参加同乡宴，宴后呕吐，31日凌晨5时30分吐血猝死。关于其死因，其女康同壁生前坚持“被人在食物中投毒而导致死亡”；康同壁之女罗仪凤文革中所写的一份交待材料称康氏“是被国民党下毒害死的”。康有为另一位女儿康同环则认为“可能是英记酒楼的食品不洁所致，未必是因为政治斗争而牺牲的。”康氏弟子吕振文临终对其子披露，因康氏不同意溥仪“跟着日本人走”，故而遇害。此外还有慈禧余党暗害说，“割睾易腺”致死说，以及因想鏟除尊崇儒學知識份子的国民党共濟會成員所毒殺说。

## 身后
康有為逝世，後葬於青岛李村東南側的棗兒山，因康有為晚年信奉風水，其墓位置係提前於1924年特意選好。辭世後遺體曾暫厝李村棗兒山，1948年正式安葬，翌年10月舉行康有為遷葬和墓碑揭幕儀式。
文化大革命期间，康曾被視為“中國歷史上最大的保皇派”，1966年8月，其墓地被紅衛兵掘開，遺骸被造反派掘墓鞭打，並把其帶有白髮之顱骨遊街示众，后来康有为的颅骨被青島市博物馆研究员王集钦以“造反有理”实物展览为名，刻意收入馆中藏匿，才使得今日康有为墓中有康氏的一点遺骸。
1985年12月27日再遷墓至嶗山區中韓鎮大麥島村北浮山南麓的現址（现青岛大学之北）並立碑，今為山東省文物保護單位。

## 长兴里十大弟子
梁启超、麦孟华、陈千秋、韩文举、梁朝杰、曹泰、徐勤、王觉任、林奎、陈和泽

## 争议

### 种族主义
康有为在他的《大同书》中把世界人种按优劣分为白黄棕黑四种。康有为认为，要实现大同，首先要人种大同。应该让黄种人和白种人通婚，使黄种人逐渐变成白种人。棕色人种生性愚昧，与黑人接近，需要先和黄种人通婚变黄种人，再变白人。要设立奖赏制度，奖赏愿意和棕色人种通婚的白黄种人。至于黑种人，至蠢极愚，很难改良。应该重赏愿意和黑人通婚的白黄种人，对于一些性情太恶、状貌太恶或有疾病的应以药绝其种。

### 不實宣傳
光緒衣帶詔本交付楊銳，指定楊銳與林旭、劉光第、譚嗣同商議。後遭康有為偽造竄改，矯詔令袁世凱兵變，釀成血腥政變。
嚴復評論康有為與梁啟超流亡海外後，在海外虛張聲勢的政治宣傳：輕舉妄動，慮事不周，上負其君，下累其友。
嚴復評論康有為：魯莽割裂、輕易猖狂，馴至幽其君，殺其友，己則逍遙海外，還巧立名目以斂財欺人，恬然不以為恥。

### 谋害孙文

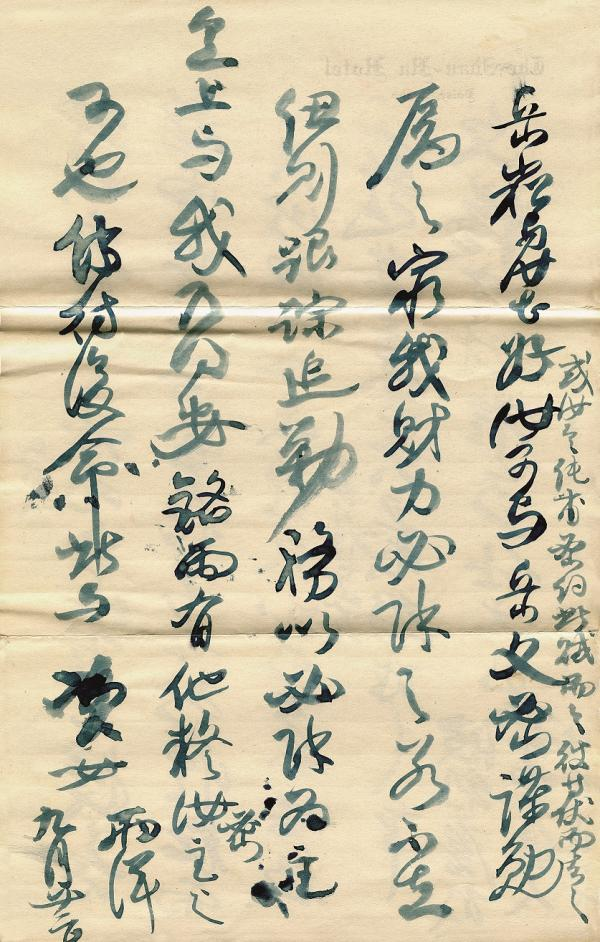
康有为谋刺孙中山的手令

1905年10月20日，康有为密令刺杀孙文，直称：“宁我事不成，不欲令彼事成也。”“窮我财力，必除之。若不在纽，则跟踪追剿，务以必除为主，皇上与我乃得安。”引起社会骚动。

## 著作

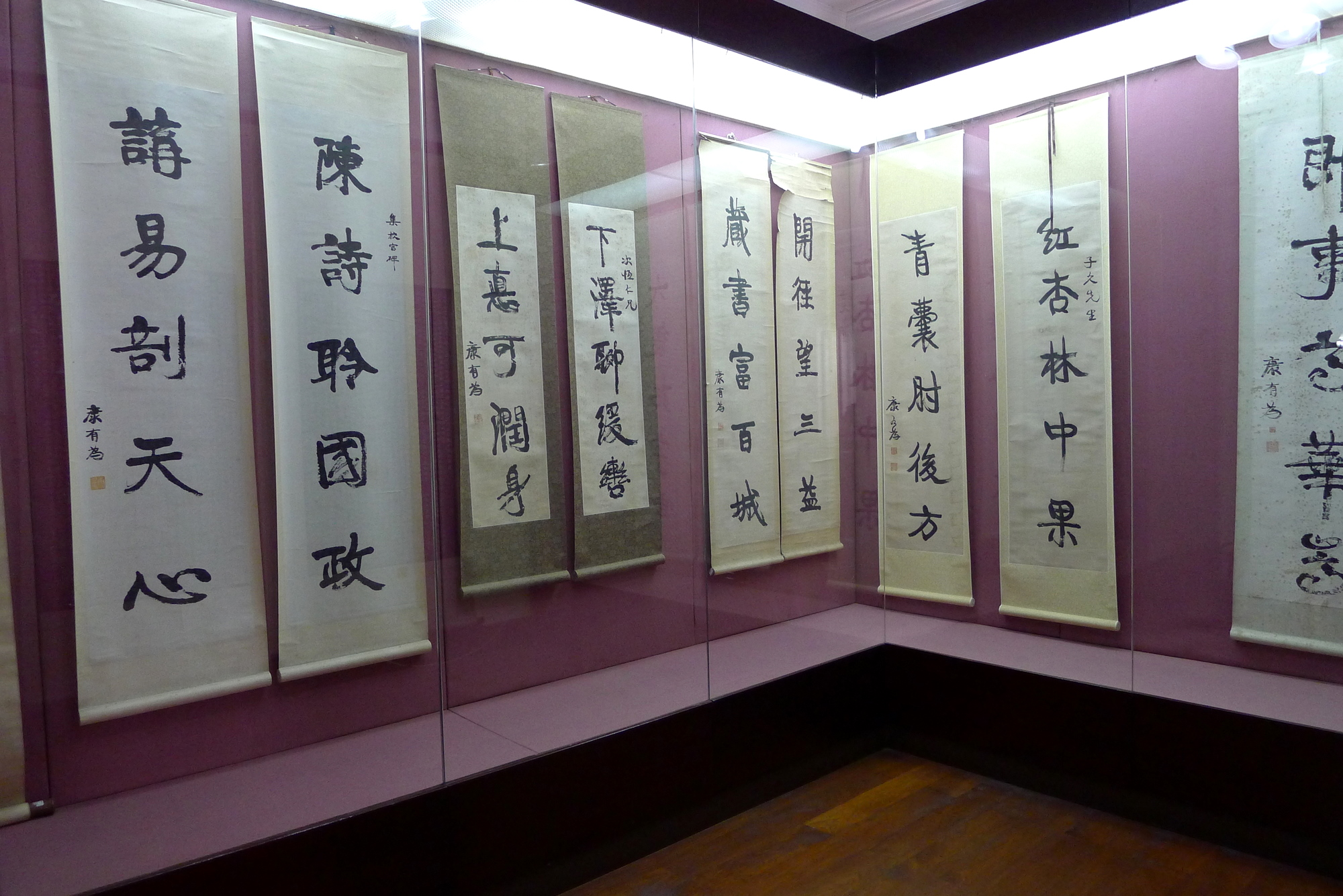
康有为书法

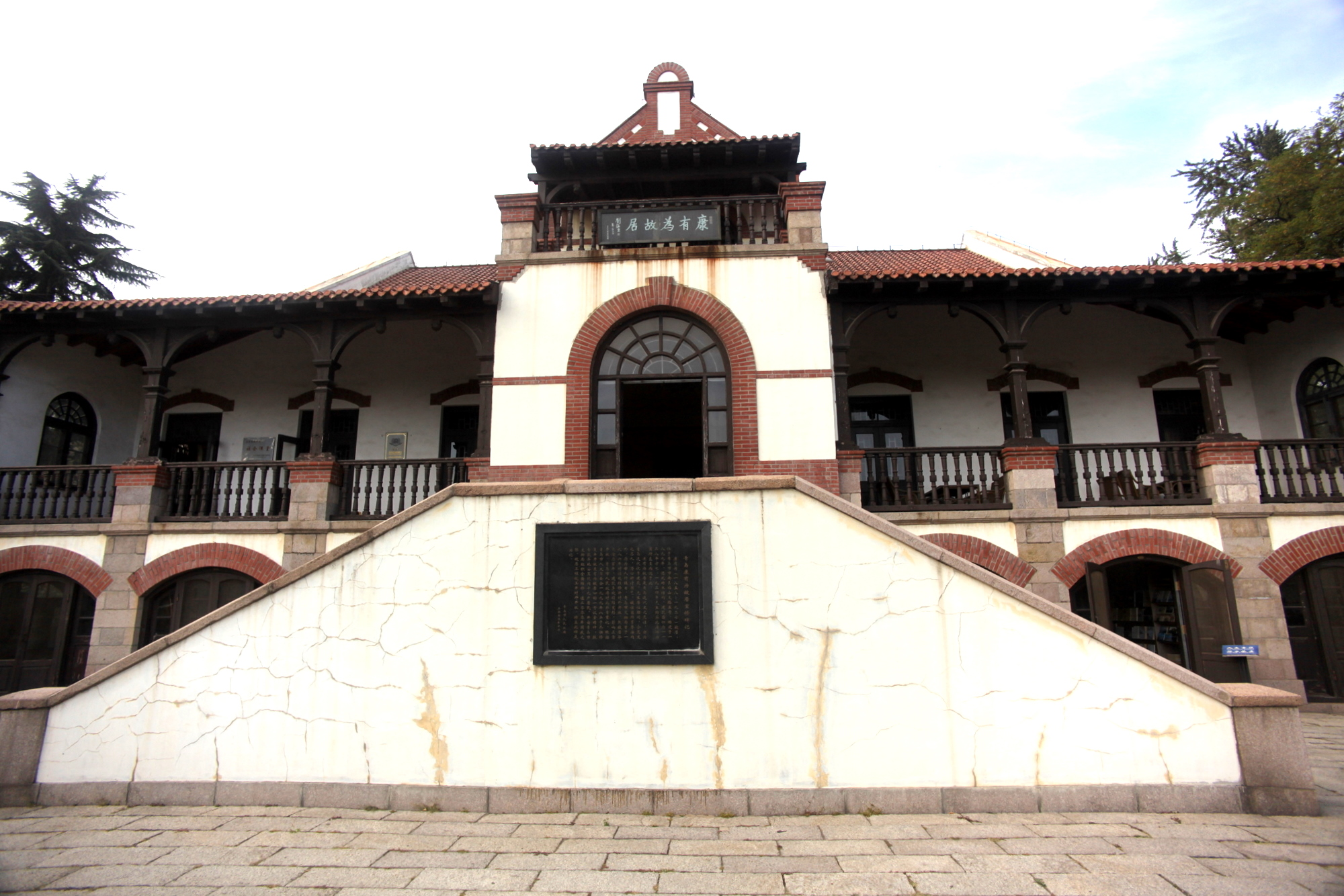
青岛市康有为故居

以下著作因其中有些写作时间尚在争议，故一律不注时间，只列主要著作名称。单篇文章除重要者外一律不列。
- 教学通义
- 民功篇
- 康子内外篇
- 毛诗礼征
- 实理公法全书
- 长兴学记
- 新学伪经考
- 广艺舟双楫（又名《书镜》）
- 桂学答问
- 南海康先生口说（又名《万木草堂口说》）
- 春秋董氏学
- 俄罗斯大彼得变政记
- 孔子改制考
- 日本书目志
- 日本变政考
- 列国政要比较表
- 波兰分灭记
- 春秋笔削大义微言考
- 康南海官制议
- 欧洲十一国游记
- 物质救国论
- 金主币救国论
- 中华救国论
- 理财救国论
- 南海先生诗集
- 万木草堂藏画目
- 共和平议
- 大同书
- 康南海诸天讲（又名《诸天书》、《天游庐讲学记》）
- 戊戌奏稿
- 孟子微
- 礼运注
- 中庸注
- 论语注
- 我史（即《康南海自编年谱》）
- 電通

### 全集
- 萬木草堂叢書
- 演孔丛书
- 康有为诗文选
- 汤志钧选编，康有为政论集
- 蒋贵麟編，康南海先生遺著匯刊，台北：宏业书局，1976年
- 蒋贵麟編，萬木草堂遺稿，臺北：成文出版社，1978年
- 蔣貴麟編，萬木堂遺稿外編，臺北：成文出版社，1978年
- 蔣貴麟編，萬木草堂遺稿外編續編，臺北：成文出版社，1983年
- 樓宇烈編，康有为学术著作选，北京：中华书局
- 康有为全集，上海：上海古籍出版社，1987年
- 康有为全集，北京：中国人民大学出版社，2007年

## 家庭
康有为有六房妻妾和十五個子女。

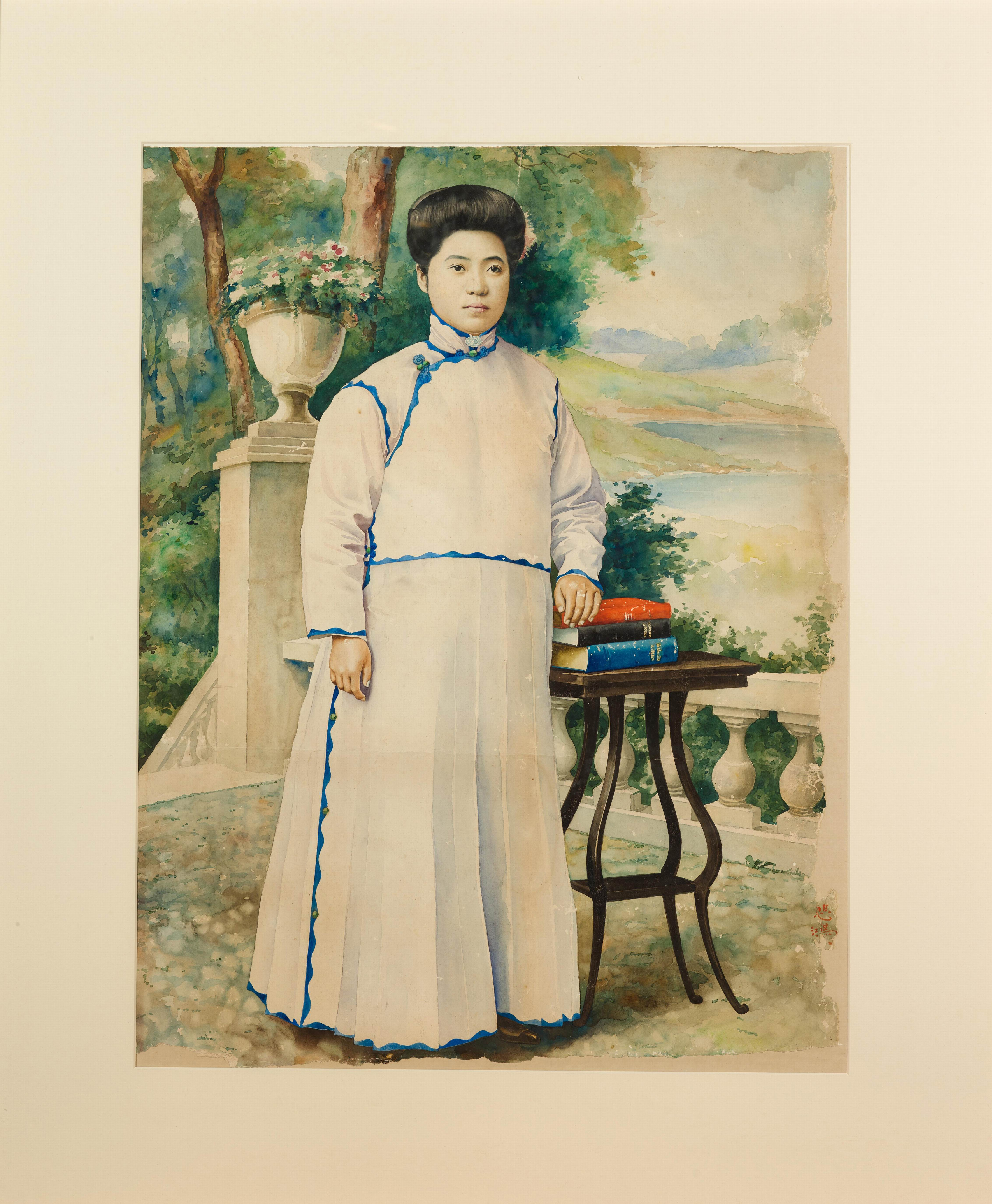
康有为三太太何旃理画像，徐悲鸿根据照片所画

- 大房，張雲珠（1855年－1922年），字「妙華」。
  - 第一女，同薇（1879年－1974年），字「文僩」，號「薇君」。
  - 第二女，同璧（1881年－1969年），字「文佩」，號「華鬘」。
  - 第三女，同結（1884年－1884年），數日殤。
  - 第四女，同完（1885年－1885年），數月殤。
  - 第一子，同國（1890年－？），殤。
  - 第五女，同荷，養女，康有溥之女。

- 二房，梁隨覺（1880年－1969年）
  - 第二子，同吉（1902年－1902年），生於印度，未滿月殤。
  - 第六女，同復（1903年－1979年），生於澳門。
  - 第七女，同環（1906年－？），生於瑞典。
  - 第三子，同籛（1908年－1961年）

- 三房，何旃理（1891年－1915年），字「金蘭」。
  - 第四子，同凝（1909年－1978年）
  - 第八女，同琰（1911年－1928年），18歲時死於車禍。

- 四房，市岡鶴子（？－1927年），昵稱「鶴姬」，日本人，和三房何旃理情同姐妹。在康有為猝死後自殺。
  - 女（未排行），凌子（1925年－？），生於日本，在市岡鶴子自殺後則隱姓埋名不知所終。

- 五房，廖定征
  - 第九女，同令（1915年－1927年），12歲時死於肺炎。

- 六房，張光（1900年－1943年），小名「阿翠」。
  - 第十女，靜谷（1927年－2012年），養女，張光兄弟之女。

### 後代
澳大利亞籍羽毛球運動員格罗娅·萨莫维尔自称是康有為的玄外孫女，中文名康荣雅。在2012年優霸盃舉辦期間曾向媒體自称是康有為的後人，她的父親據稱是康有為長女康同薇的孫子，在六歲時跟随家人从广州移民至澳大利亚，并在澳大利亚娶妻生女，但是她並未透漏其父名諱。父親在她很小的时候就去世了，她只能从历史书和妈妈的讲述中了解到自己身世背景。

## 影视形象
康有為曾多次出現在描寫清末歷史的电影和电视劇中，其中比较著名的有：
- 1948年，永華影業公司製作，朱石麟導演拍攝的黑白電影《清宮秘史》由演員徐立飾演康有為。
- 1995年，TVB電視台製播的電視劇《南拳北腿》，由演員王偉飾演康有為。
- 1998年，北京電視台製播，許同均導演的電視劇《戊戌風云》，由演員修宗迪飾演康有為。
- 2003年，中国中央电视台製播，張黎導演的電視劇《走向共和》，由演員孫寧飾演康有為。
- 2004年，廣東電視台製播，張中一、楊放導演的電視劇《风流才子翻转天》（又名《少年康有為》、《衝天小子康南海》），由演員鄧超飾演康有為。
- 2010年，導演陳耀成拍攝的紀錄片《大同：康有為在瑞典》，片中夾雜了舞台劇片段以描寫康有為，由演員廖啟智飾演康有為。
- 2011年，由導演韓三平、黃建新拍攝，慶祝中國共產黨建黨九十周年而製作的獻禮影片《建黨偉業》，由劉勁飾演康有為。

## 註解
1. ↑  夫欲合人类于平等大同，必自人类之形状、体格相同始，苟形状、体格既不同，则礼节、事业、亲爱自不能同。

## 書籍
- 趙爾巽等《清史稿》
- 康有为学术著作选《康南海自訂年譜》. 1992年9月第1版.
- 王明德《百年家族—康有為》，臺灣立緒文化事業有限公司。ISBN 957-0411-38-4

## 研究書目
- 康南海著 ; 中村不折, 井土靈山同譯：《六朝书道论 （页面存档备份，存于）》（东京：二松堂书店，1914）《六朝书道论》是日译书名，原名即是《广艺舟双楫》。
- 蕭公權著，汪榮祖譯：《康有為思想研究》（臺北：聯經出版事業公司，1988）。
- 汪榮祖：《康有為論》（北京：中華書局，2008）。
- 汪榮祖：〈「吾學卅歲已成」：康有為早年思想析論 （页面存档备份，存于）〉。
- 汪榮祖：〈康有為章炳麟合論 （页面存档备份，存于）〉。
- 汪榮祖：〈打開洪水的閘門──康有為戊戌變法的學術基礎及其影響 （页面存档备份，存于）〉。
- 汪荣祖：〈也论戊戌政变前后的康有为 （页面存档备份，存于）〉。
- 汪榮祖：〈翻案與修正之辨：再論康有為與戊戌變法答黃彰健先生 （页面存档备份，存于）〉。
- 羅久蓉：〈康有為的歷史觀及其對時局與傳統的看法 （页面存档备份，存于）〉。
- 吳展良：〈晚清的「生元思想」及其非啟蒙傾向──以康有為與譚嗣同為中心 （页面存档备份，存于）〉。
- 村田雄二郎：〈康有为的日本研究及其特点 （页面存档备份，存于）〉。
- , 近代中國史料叢刊續編 第32輯, 文海出版社, 1976年

- 《康有为评传》. 马洪林著. 南京：南京大学出版社. 1998年. (中国思想家评传丛书)
- 《康有为传. 纪能文，罗思东著. 合肥：安徽人民出版社. 1998年.
- 《康有为传》. 童强著. 北京：团结出版社，1998年. (中国文化巨人丛书.近代卷)
- 《康有为》. 许殿才编著. 北京：中国国际广播出版社，1996年. (爱国主义教育丛书)
- 《康有为》. 何金彝，马洪林著. 长春：吉林文史出版社，1997年. (大儒列传)
- 《康有为》. 西羽著.--天津：新蕾出版社，1993年. (中华历史名人丛书/顾传菁,李福田主编)
- 《康有为大传》. 马洪林著. 沈阳：辽宁人民出版社，1988年. 662页
- 《康有为》. 马洪林著. 上海：上海人民出版社，1986年. (中国近代史丛书)
- 《康有为》. 宋青蓝著. 南京：江苏人民出版社，1983年. (中国历代名人传丛书)
- 《康有为》. 何双生著. 北京：中华书局，1982年. (中国历史小丛书)
- 《力挽狂瀾：戊戌政變新探》，雷家聖著，台北:萬卷樓，2004.

## 延伸阅读
[在维基数据编辑]
 在维基文库阅读此作者作品（ 在维基共享资源阅览影像）
 《清史稿·卷473》，出自趙爾巽《清史稿》